# 島崎知格
島﨑 知格（しまざき ともただ、1962年8月27日 - ）は、日本の実業家。エフオン代表取締役社長。

## 略歴
1986年、武蔵大学経済学部卒業。同年、菱光証券（現・三菱UFJ証券）入社。2005年、42歳の時にエフオンへ入社（当時は株式会社ファーストエスコ）。45歳の時に同社代表取締役に就任した。